# Tapion (Santa Lucía)
Tapion es una localidad de Santa Lucía, que forma parte del distrito de Castries.